# Jul med Ernst
Jul med Ernst är ett svenskt TV-program i realtityformat som hade premiär av första säsongen på TV4 den 20 december 2008. Första säsongen bestod av två avsnitt. Programmet har sedan dess återkommit i december varje år, och antalet avsnitt per säsong har varit 2–4. Programmet har sänts varje år mellan 2008 och 2024, med undantag för 2022.
I Jul med Ernst så befinner sig Ernst Kirchsteiger på olika platser i Sverige där han gör sitt bästa för att skapa julstämning. Det blir julpyssel, julpyntning, matlagning, julbak och mycket julmusik. Programmet gästas även av personer hjälper till med julbestyren. Bland de gäster som dyker upp i programmet kan bland annat Carl Jan Granqvist, Lotta Engberg och Tina Nordström nämnas.
I ett flertal av säsongerna återvänder Kirchsteiger till det hus som renoverat i programmet Sommar med Ernst.

## Säsongsinformation
- Säsong 1 (2008): Ernst är i Funäsdalen i Härjedalen för att hjälpa familjen Wagenius skapa julstämning.
- Säsong 2 (2009): Ernst åker denna gång till ön Öja belägen utanför Nynäshamn.
- Säsong 3 (2010): Ernst skapar bland annat julstämning i hyttan i Bergslagen.
- Säsong 4 (2011): Ernst julpyntar sjöladan i Saxå.
- Säsong 5 (2012): Ernst besöker bland annat julmarknaden i Mårbacka där han handlar julmat.
- Säsong 6 (2013): Ernst besöker chokladfabriken i Åre, och lagar egen julkonfektyr.
- Säsong 7 (2014): Ernst besöker i denna säsong bland annat Stadra gård.
- Säsong 8 (2015): Ernst besöker bland annat Nymansgården där han pyntar både utvändigt och invändigt.
- Säsong 9 (2016): Ernst återbesöker Gustavsviks herrgård utanför Kristinehamn i Värmland där han bland annat bjuder på glöggfest.
- Säsong 10 (2017): Ernst återvänder i denna säsong till Åsbyviken utanför Örebro där det nyrenoverade huset ska julpyntas.
- Säsong 11 (2018): Ernst besöker Sjömagasinet på Saxå herrgård utanför Filipstad.
- Säsong 12 (2019): Ernst besöker Julita gård utanför Katrineholm i Sörmland där det bland annat läggs in sill och matiga våfflor tillreds.
- Säsong 13 (2020):
- Säsong 13 (2021):
- Säsong 15 (2023):
- Säsong 16 (2024): Ernst besöker Saxå bruk där han bland annat bjuder på pyssel, dekorationer och julmat i mängder.